# Ferrand van Portugal
Ferrand van Portugal, ook wel Ferrand van Vlaanderen (Coimbra, 24 maart 1188 – Noyon, 4 maart of 26 juli 1233) was de jongste zoon van koning Sancho I van Portugal en werd door zijn huwelijk met Johanna van Constantinopel graaf-gemaal van Vlaanderen en Henegouwen. Tot zijn dood regeerde hij iure uxoris over deze gebieden, zij het dat hij van 1214 tot 1227 in gevangenschap leefde.

## Leven
Na de onverwachte dood van graaf Boudewijn IX van Vlaanderen, terwijl hij als Latijns keizer tegen de Bulgaren streed, profiteerde de Franse koning Filips II Augustus van de situatie. Hij stelde Filips I van Namen aan tot regent, haalde Boudewijns twee dochters naar Parijs en werd zelf voogd van de oudste, Johanna, voor wie hij een geschikte echtgenoot zou kiezen. Dat werd prins Ferrand van Portugal, die het bod Engelram III van Coucy evenaarde en 50.000 Parijse ponden veil had om het Vlaamse leen te lichten. De 24-jarige Portugees bracht leenhulde aan Filips Augustus en werd door hem tot ridder geslagen. Het huwelijk werd op 1 januari 1212 voltrokken in de hofkapel Saint-Nicolas.
Nog maar nauwelijks had het echtpaar de Franse hoofdstad verlaten voor hun graafschappen, of ze werden gevangen gezet in Péronne, terwijl kroonprins Lodewijk hun steden Ariën en Sint-Omaars veroverde. Hij had ze van zijn vader in apanage gekregen op grond van aanspraken op de nalatenschap van zijn moeder Isabella van Henegouwen. Ferrand en Johanna hadden geen andere keuze dan dit verlies te erkennen in het Verdrag van Pont-à-Vendin, gesloten op 25 februari 1212. Als tegenprestatie beloofde Lodewijk dat hij afzag van verdere claims op Vlaanderen. Nadien maakten het gravenkoppel zijn blijde intrede in Gent, dat hen eerst de toegang had ontzegd omdat Ferrand als een Franse marionet werd gezien.
Van zodra hij de handen weer vrij had, brak Ferrand met zijn Franse leenheer en sloot hij het Verdrag van Lambeth van 4 mei 1212 met de Engelse koning Jan zonder Land. Het volgende jaar wilde Filips Augustus de Engelse dreiging beantwoorden door een invasie te plannen onder leiding van kroonprins Lodewijk. Hij riep zijn baronnen bijeen te Soissons, maar Ferrand wilde slechts deelnemen als hij zijn steden terugkreeg, wat de koning weigerde. Hij bood nog andere compensaties aan, maar Ferrand verliet de vergadering. Terwijl de invasievloot werd samengetrokken in Boulogne, Grevelingen en Damme, wendde Ferrand neutraliteit voor. Uiteindelijk moest hij op 24 mei 1213 in Ieper kleur bekennen: hij wees deelname af, verwijzend naar zijn grieven en aanvoerend dat zijn leenhulde geen buitenlandse invasies dekte. Dit liet hem geen andere keuze dan zich te verenigen met graaf Reinoud van Dammartin. Opmerkelijk snel bekwamen ze vlootsteun uit Engeland. Terwijl de Franse bevelhebbers nog vrolijk Damme aan het plunderen waren, streken de geallieerden neer in het Zwin en vernielden er een groot deel van de Franse schepen, die onbewaakt waren.

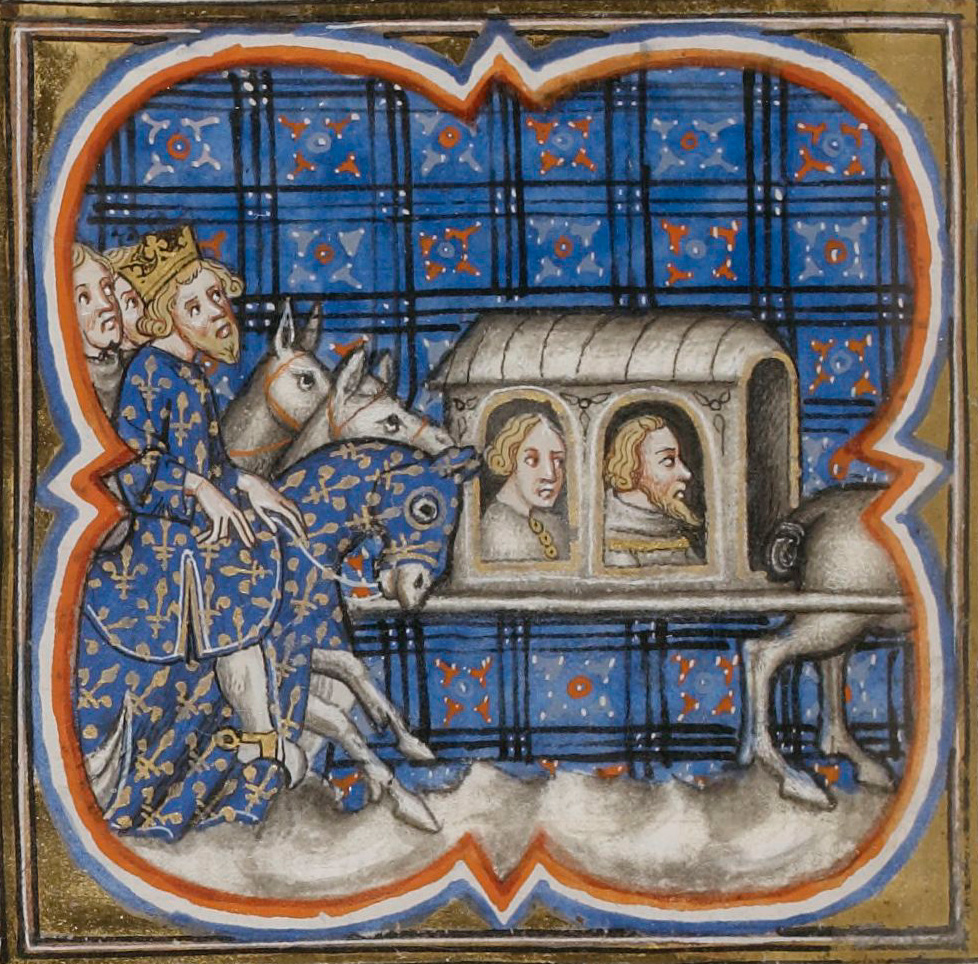
De gevangen graven Ferrand en Reinoud na de Slag bij Bouvines (miniatuur in de Grandes Chroniques de France, ca. 1375-1380)

De Franse aanval was nu onmogelijk geworden. Ferrand trok zich terug op Walcheren en sloot in juli 1213 een formeel verbond met Jan zonder Land. Zijn militaire taak was om in het noorden de confrontatie aan te gaan met de Fransen, zodat Jan zonder Land in het zuidwesten kon landen in een poging om Aquitanië en Anjou te veroveren en dan naar Parijs op te marcheren. Voor de beslissende slag zouden ze samenkomen met de Duitse keizer Otto IV. Weliswaar kreeg Ferrand financiële steun, maar zijn graafschap lag in die eerste oorlogsfase geweldig in de vuurlijn. Gent, Brugge, Ieper en Dowaai moesten gijzelaars naar Artesië sturen, en Kortrijk werd in juli 1213 platgebrand. Zelf antwoordde Ferrand door in september Rijsel en Doornik in te nemen, maar Filips Augustus kwam terug en nam wraak op de naar zijn zin te gewillige Rijselaars. De graaf kon ontkomen en stak in januari 1214 stak het Kanaal over om zijn Engelse alliantie te bezegelen. Hij bracht toen ook leenhulde voor zijn Engelse bezittingen. Daarna brandschatte Ferrand met Reinoud het graafschap Guines, nam hij Sint-Omaars en Hesdin, en sloeg hij in juni 1214 het beleg van Ariën.
Ook de Fransen zaten echter niet stil. Kroonprins Lodewijk verjoeg de Engelse koning en zijn bondgenoten op 2 juli in de slag bij La Roche-aux-Moines, waardoor zijn vader grotere bewegingsvrijheid kreeg. Het advies van graaf Reinoud om te wachten werd in de wind geslagen, waardoor het op 27 juli tot de Slag bij Bouvines kwam, waarin de coalitie werd verslagen. Keizer Otto vluchtte halsoverkop, terwijl Ferrand en Reinoud gevangen werden genomen.
Ferrand, die was toegewezen aan Barthélémy de Roye (fr), werd in ketenen in een kooi naar Parijs getransporteerd. Daar werd hij, volgens een oud Romeins gebruik, vastgeketend aan handen en voeten, in een open draagstoel rondgevoerd. Het gepeupel kon hem ongestoord honen en bespuwen. De Franse koning reed te paard voorop. Daarna bleef hij dertien jaar lang in het Louvre gekerkerd.
Een gunstige evolutie deed zich voor toen Pierre Mauclerc zijn oog liet vallen op gravin Johanna. Ze bekwamen dat paus Honorius III het huwelijk met Ferrand annuleerde wegens bloedverwantschap. De inmiddels koning geworden Lodewijk VIII zag die echtverbintenis niet zitten. Hij wendde zich tot de paus en maakte dat Ferrand en Johanna konden hertrouwen. De voorwaarden voor zijn vrijlating, vastgelegd in de Vrede van Melun, omvatten voornamelijk een losgeld van 50.000 Parijse ponden. Op 6 januari 1227 mocht Ferrand de kerker verlaten, nadat Johanna de helft van het losgeld had betaald aan de regentes Blanche van Castilië. Dowaai, Rijsel en Sluis werden in pand gegeven om het saldo te waarborgen. Een andere bron beweert dat hij in 1226 werd vrijgelaten nadat hij aan Blanche van Castilië had beloofd haar zoon Lodewijk als koning te zullen erkennen.
In het vervolg bleef Ferrand trouw aan de Franse kroon. Hij hielp mee de revolte van Pierre Mauclerc bestrijden. Verschillende Vlaamse steden kregen van Ferrand en Johanna in 1228 vrijheidscharters. Ook ging hij op veldtocht om zijn aanspraken op het graafschap Namen te doen gelden. In 1232 stelde hij zich in het Verdrag van Kamerijk tevreden met enkele baljuwschappen, waaronder Golzinne. Hij leed aan nierstenen en overleed hetzelfde jaar te Noyon. Zijn hart werd bijgezet in de kathedraal en de rest van zijn stoffelijk overschot in de abdij van Marquette.
Aan zijn huwelijk met Johanna was in 1231 één kind ontsproten: hun dochter Maria, die stierf als kleuter.

## Voorouders
| Voorouders van Ferrand van Portugal | Voorouders van Ferrand van Portugal                                      | Voorouders van Ferrand van Portugal                                      | Voorouders van Ferrand van Portugal                                      | Voorouders van Ferrand van Portugal                                      | Voorouders van Ferrand van Portugal                                                      | Voorouders van Ferrand van Portugal                                                      | Voorouders van Ferrand van Portugal                                                   | Voorouders van Ferrand van Portugal                                                   |
| ----------------------------------- | ------------------------------------------------------------------------ | ------------------------------------------------------------------------ | ------------------------------------------------------------------------ | ------------------------------------------------------------------------ | ---------------------------------------------------------------------------------------- | ---------------------------------------------------------------------------------------- | ------------------------------------------------------------------------------------- | ------------------------------------------------------------------------------------- |
| Overgrootouders                     | Hendrik van Bourgondië (1066-1112) ∞ 1093 Theresia van León (1070-1132)  | Hendrik van Bourgondië (1066-1112) ∞ 1093 Theresia van León (1070-1132)  | Amadeus III van Savoye (1094-1148) ∞ Mathilde van Albon (-)              | Amadeus III van Savoye (1094-1148) ∞ Mathilde van Albon (-)              | Raymond Berengarius III van Barcelona (1082-1131) ∞ 1112 Dulcia van Provence (1090-1129) | Raymond Berengarius III van Barcelona (1082-1131) ∞ 1112 Dulcia van Provence (1090-1129) | Ramiro II van Aragón (1080-1147) ∞ 1135 Agnes van Poitou (1110-1157)                  | Ramiro II van Aragón (1080-1147) ∞ 1135 Agnes van Poitou (1110-1157)                  |
| Grootouders                         | Alfons I van Portugal (1110–1185) ∞ 1146 Mathilde van Savoye (1121-1158) | Alfons I van Portugal (1110–1185) ∞ 1146 Mathilde van Savoye (1121-1158) | Alfons I van Portugal (1110–1185) ∞ 1146 Mathilde van Savoye (1121-1158) | Alfons I van Portugal (1110–1185) ∞ 1146 Mathilde van Savoye (1121-1158) | Ramon Berenguer IV van Barcelona (1113-1162) ∞ 1150 Petronella van Aragón (1135–1174)    | Ramon Berenguer IV van Barcelona (1113-1162) ∞ 1150 Petronella van Aragón (1135–1174)    | Ramon Berenguer IV van Barcelona (1113-1162) ∞ 1150 Petronella van Aragón (1135–1174) | Ramon Berenguer IV van Barcelona (1113-1162) ∞ 1150 Petronella van Aragón (1135–1174) |
| Ouders                              | Sancho I van Portugal (1154-1212) ∞ 1175 Dulce van Barcelona (1160-1198) | Sancho I van Portugal (1154-1212) ∞ 1175 Dulce van Barcelona (1160-1198) | Sancho I van Portugal (1154-1212) ∞ 1175 Dulce van Barcelona (1160-1198) | Sancho I van Portugal (1154-1212) ∞ 1175 Dulce van Barcelona (1160-1198) | Sancho I van Portugal (1154-1212) ∞ 1175 Dulce van Barcelona (1160-1198)                 | Sancho I van Portugal (1154-1212) ∞ 1175 Dulce van Barcelona (1160-1198)                 | Sancho I van Portugal (1154-1212) ∞ 1175 Dulce van Barcelona (1160-1198)              | Sancho I van Portugal (1154-1212) ∞ 1175 Dulce van Barcelona (1160-1198)              |
| Ferrand van Portugal (1188-1233)    |                                                                          |                                                                          |                                                                          |                                                                          |                                                                                          |                                                                                          |                                                                                       |                                                                                       |